# Robinson, Illinois
Robinson là một thành phố thuộc quận Crawford, tiểu bang Illinois, Hoa Kỳ. Năm 2010, dân số của thành phố này là 7713 người.

## Dân số
Dân số qua các năm:
- Năm 2000: 6822 người.
- Năm 2010: 7713 người.